# Hans-Christoph Seebohm
Hans-Christoph Seebohm (Emanuelssegen, 4 de agosto de 1903 - Bonn 17 de septiembre de 1967) fue un político alemán, miembro del Partido Alemán (DP) y luego de la Unión Demócrata Cristiana de Alemania (CDU).

## Biografía
Primero involucrado en la vida política de Baja Sajonia, donde fue Ministro de Trabajo desde 1946 hasta 1948, luego ingresó en la política federal al ser elegido diputado del Bundestag en 1949, y poco después fue nombrado Ministro Federal de Transporte por el canciller Konrad Adenauer. Siguió ocupando este puesto en todos los gabinetes sucesivos de Adenauer y en el gobierno de Ludwig Erhard, hasta la formación de la primera gran coalición federal en 1966. Con más de 17 años en el cargo, estableció un récord de la longevidad consecutiva en el gobierno federal. Durante el último mes de su gestión ministerial, también se desempeñó como Vicecanciller de Alemania.
También era conocido por su participación en asociaciones de alemanes refugiados y expulsados, especialmente los de los Sudetes, lo que en muchas ocasiones avergonzó al gobierno federal.